# Irene Hendriks
Irene Desiree Hélène Hendriks (Ngaliema (Belgisch-Congo), 13 april 1958) is een Nederlands hockeyster.
Zij studeerde fysiotherapie van 1974-1978 in Arnhem en volgde een HBO-opleiding tot holistisch massagetherapeut in Utrecht 
(2003-2007). 
Zij speelde tussen 1978 en 1985 85 officiële hockeyinterlands voor Nederland, waarin zij twaalf keer scoorde. Irene Hendriks was een van de steunpilaren in het succesvolle nationale elftal van topcoach Gijs van Heumen.
Ze begon haar actieve hockeyloopbaan bij MHC Oosterbeek en sloot deze in 1996 ook af bij dezelfde club met nog een prijs: het kampioenschap van dames 1 in de tweede klasse.
Irene Hendriks was actief in het hockey als assistent coach van Dames 1 bij het Arnhemse Upward en was fysiotherapeut in Velp en bij de turn- en hockeybond. Momenteel werkt ze bij MHCO in Oosterbeek waar ze meisjes D1 traint en coacht en zit in het begeleidingsteam van meisjes D3, die ze ook één keer per week traint. Daarnaast traint zij de Veterinnen van Upward.
Irene Hendriks heeft een eigen bedrijf onder de naam Eigenwijslijf en is holistisch massagetherapeut.

## Erelijst
- WK hockey 1978 in Madrid (Esp)
- WK hockey 1979 in Vancouver (Can) Dit WK viel onder de I.F.W.H.A. (International Federation of Womens' Hockey Associations)
- WK hockey 1981 te Buenos Aires (Arg)
- WK hockey 1983 te Kuala Lumpur (Mal)
- EK hockey 1984 te Lille (Fra)
- Olympische Spelen 1984 te Los Angeles (VS)

De Olympische Zomerspelen in 1980 (Moskou) werden door Nederland geboycot, waardoor Irene deze Spelen miste.
Carina Benninga · 
Det de Beus · 
Fieke Boekhorst · 
Marjolein Bolhuis-Eijsvogel · 
Marieke van Doorn · 
Irene Hendriks · 
Elsemiek Hillen · 
Aletta van Manen · 
Anneloes Nieuwenhuizen · 
Martine Ohr · 
Sandra Le Poole · 
Alette Pos · 
Lisette Sevens · 
Sophie von Weiler · 
Laurien Willemse · 
Margriet Zegers · 
Coach: Gijs van Heumen